# Rociu
Rociu – wieś w Rumunii, w okręgu Ardżesz, w gminie Rociu. W 2011 roku liczyła 472 mieszkańców.